# Лоренс (Айова)
Лоренс (англ. Laurens) — місто (англ. city) в США, в окрузі Покахонтас штату Айова. Населення — 1264 особи (2020).

## Географія
Лоренс розташований за координатами 42°50′52″ пн. ш. 94°50′54″ зх. д. / 42.84778° пн. ш. 94.84833° зх. д. (42.847747, -94.848295).  За даними Бюро перепису населення США в 2010 році місто мало площу 1,90 км², уся площа — суходіл.

## Демографія
Згідно з переписом 2010 року, у місті мешкало 1258 осіб у 571 домогосподарстві у складі 332 родин. Густота населення становила 663 особи/км².  Було 677 помешкань (357/км²).
Расовий склад населення:
| - 97,5 % — білих - 0,4 % — корінних американців - 0,3 % — чорних або афроамериканців - 0,3 % — азіатів - 0,2 % — вихідців з тихоокеанських островів |

До двох чи більше рас належало 0,6 %. Частка іспаномовних становила 1,4 % від усіх жителів.
За віковим діапазоном населення розподілялося таким чином: 22,0 % — особи молодші 18 років, 56,8 % — особи у віці 18—64 років, 21,2 % — особи у віці 65 років та старші. Медіана віку мешканця становила 45,6 року. На 100 осіб жіночої статі у місті припадало 97,2 чоловіків;  на 100 жінок у віці від 18 років та старших — 92,4 чоловіків також старших 18 років.
Середній дохід на одне домашнє господарство  становив 57 200 доларів США (медіана — 38 125), а середній дохід на одну сім'ю — 74 603 долари (медіана — 51 875). Медіана доходів становила 41 442 долари для чоловіків та 31 522 долари для жінок. За межею бідності перебувало 11,5 % осіб, у тому числі 18,5 % дітей у віці до 18 років та 5,8 % осіб у віці 65 років та старших.
Цивільне працевлаштоване населення становило 689 осіб. Основні галузі зайнятості: виробництво — 31,2 %, освіта, охорона здоров'я та соціальна допомога — 17,3 %, фінанси, страхування та нерухомість — 8,1 %, оптова торгівля — 6,8 %.